# بروس بي. جي. كلارك
بروس بي. جي. كلارك (بالإنجليزية: Bruce B. G. Clarke)‏ هو كاتب أمريكي، ولد في 26 يناير 1943 في Fort Benning ‏ في الولايات المتحدة.